# اکرم منفرد آریا
اکرم منفرد آریا (زادهٔ ۱۳۲۵، تهران) نویسنده و خلبان هواپیماهای گلایدر و تک و دو موتوره ایرانی است.

## زندگی‌نامه
اکرم منفرد آریا در سال ۱۹۴۶ میلادی در تهران متولّد شد. او خلبان زن ایرانی است. در سال ۱۳۵۳ (۱۹۷۴) و در حالی که ازدواج کرده بود آموزش‌های خود را در زمینه پرواز ادامه داد که منجر به تغییر زندگی اش از یک زن خانه‌دار به زن خلبان ایرانی شد. این به خودی خود قابل توجه بود چرا که منفرد آریا در آن زمان مادر پنج فرزند دو تا یازده ساله بود.
وی آموزش خلبانی خود را در هواپیماهای گلایدر (Engineless) آغاز کرد و پس از دریافت مدرک خود از مدرسه خلبانی دوشان‌تپه کار خود را در مدرسه خلبانی قلعه مرغی در جهت شروع پرواز انواع مختلف هواپیماهای تک و دو موتوره ادامه داد. بعد از این که آموزش‌های خود را به‌طور کامل با موفقیت به پایان رساند دومین مدرک خود را دریافت کرد و تا قبل از شروع انقلاب ۱۳۵۷ به پرواز خود ادامه داد. به استثنای شاهزاده فاطمه پهلوی او زنی بود که برای دریافت مجوّز خلبانی در ایران تلاش کرده‌است.
در سال ۱۹۷۴ در حالی که متأهّل و دارای ۵ فرزند بود، شروع به آموزش خلبانی در باشگاه سلطنتی حمل و نقل هوایی کرد. او در پایگاه دوشان‌تپه به دانش آموزانی که مایل به یادگیری رشتهٔ خلبانی بودند درس می‌داد.
پس از دریافت مجوّز راندن هواپیماهای گلایدر او در اکتبر همان سال به پایگاه پرواز قلعه مرغی به منظور یادگیری دروس مربوط به هواپیماهای تک و دو موتوره، رفت. او آموزش خود را با سسنا۱۷۲ شروع کرد و تنها با ۱۴ ساعت پرواز موفّق شد که اوّلین پرواز انفرادی خود را انجام دهد.
مراحل بعدی آموزش او شامل پرواز در شب و پرواز برای مسافت‌های طولانی به تعدادی از شهرها مانند تبریز، کرمانشاه، اهواز، اصفهان، و رشت بود. او در طی ۴ سال پرواز خود، ۵۰ ساعت به صورت انفرادی و ۱۵۰ ساعت به همراه مربی اش در شب و روز پرواز کرد.
علاوه بر این او در ادامهٔ مراحل عملی آموزش خود، درس‌هایی با عناوین: علم مربوط به حرکت اجسام در گازها وهوا، موتور، ابزار دقیق، هواشناسی، ناوبری و زبان انگلیسی را آموخت. پس از اخذ گواهینامه‌های خلبانی خود، او دو کاری را که مایل به انجام دادن آن‌ها است ارائه می‌دهد: یکی به عنوان مربی پرواز در باشگاه سلطنتی حمل و نقل هوایی و دیگری به عنوان خلبان برای هواپیماهای دو موتوره در خطوط هوایی Air-Asseman.
اما او به هر حال قادر به دنبال کردن حرفه خود و یا آموزش بیشتر در این زمینه با توجه به انقلاب در ایران نبود. بعدها در سال ۱۹۸۹ و در حالی که در سوئد زندگی می‌کند، او درس‌های پرواز خود را همراه با درس‌های تئوری‌اش در مدرسه حمل و نقل در Bromma ادامه می‌دهد و در استکهلم مجوز سوئدی خود را دریافت می‌کند.
در طول سال‌های پروازش، او به تعدادی زیادی از باشگاه‌های حمل و نقل هوایی سلطنتی در شهرها و کشورهای مختلفی دعوت شده‌است. همچنین، وی زندگینامه خود را در کتابی که توسط سازمان زنان ایران به نام لحظه‌ها و تلاشها به چاپ رسانیده‌است. او یک کپی از این کتاب به همراه لوح تقدیر از خانم مهنازافخمی وزیر امور زنان در آن وقت دریافت کرد.
پس از انقلاب در ایران اکرم منفرد آریا به همراه فرزندانش ایران را ترک و به سوئد مهاجرت کرد. او در حال حاضر عضو انجمن نویسندگان سوئد است.
در آوریل سال ۱۹۹۹ اوّلین کتاب او به نام پژواک عشق در سوئد منتشر شد. پژواک عشق، کتابی است در مورد جدایی، میهن، مهاجرت و حقوق سیاسی زنان. کتاب دوّم او در سال ۲۰۰۰ با نام سرگذشت پری به چاپ رسید. تا به امروز ۱۵ کتاب به سه زبان فارسی، انگلیسی و سوئدی منتشر شده‌است. آخرین کتاب او خودزندگینامه (auto-biography) است که در اوایل تابستان ۲۰۱۲ منتشر شده بود. او در این کتاب زندگی شخصی‌اش را به تصویر می‌کشد. او اغلب توسط بسیاری از کتابخانه‌ها به منظور ارائه آثارش دعوت شده‌است. تا به حال روزنامه‌های و شبکه‌های رادیو و تلویزیونی سوئدی مختلفی با او مصاحبه کرده‌اند. او در مجالس فرهنگی و ادبی متعددی که در کتابخانه‌هایی مانند کتابخانه بین‌المللی و موزه‌هایی مانند (Medelhavsmuseet) حضور داشته‌است.

## فعالیت‌ها
- قصه گو برای کودکان در کتابخانه‌های مختلف و تلویزیون دسترسی عمومی (Public-Access Television) برای یک سال و نیم،
- مشاور در امور فرهنگی شهرداری کریستا به مدت سه سال و نیم،
- استاد مراسم مسابقهٔ شعری با نام اسلم شعر که در کتابخانه Skärholmen برگزار شده بود.

او دو جایزه دیگر را نیز در فوریه و دسامبر سال ۲۰۰۰ در کتابخانه کیستا در استکهلم و هم چنین در Fisksätra استکهلم دریافت کرده‌است. کتاب‌های او در کتابخانه‌های کشورهایی مانند سوئد، آلمان، هلند و ایالت متحده در دسترس هستند.